# Teatro Nacional Cervantes (Buenos Aires)
El Teatro Nacional Cervantes està ubicat a Buenos Aires (Argentina) i és l'únic teatre nacional de l'Argentina. Fou declarat monument històric el 1995. L'escenari fa 16 x 28,5 metres, i disposa d'un disc giratori central de 12 metres de diàmetre. El teatre compta amb tres sales per tota mena de manifestacions artístiques. La Sala María Guerrero, amb capacitat per a 860 espectadors, la Sala Orestes Caviglia, amb capacitat per a 150 espectadors i la Sala Luisa Vehíl (Salón Dorado).